# Joel Cohen (hudebník)
Joel Cohen (* 1942) je americký hudebník věnující se staré hudbě. Hraje na loutnu, kytaru a zpívá, věnuje se také koncertní dramaturgii a nahrávací činnosti. Po čtyři desetiletí působil jako umělecký vedoucí významného souboru Boston Camerata.
Cohen studoval skladbu na Harvardově univerzitě a poté dva roky na stipendiu v Paříži u Nadii Boulangerové. V 70. letech působil dva roky ve francouzském národním hudebním rozhlase France Musique, kde mj. přišel s myšlenkou celodenních hudebních svátků, která přerostla ve Světový den hudby neboli „Fête de la Musique“.
V letech 1968 až 2008 vedl soubor Boston Camerata, s nímž pořídil řadu nahrávek, např. Purcellovy opery Dido a Aeneas anebo nahrávky programů staré americké zejména vokální hudby New England, Trav'lling Home, The American Vocallist nebo Nueva España. Několik nahrávek bylo věnováno hudbě dnes již téměř zaniklé církve shakerů. Nahrávka Tristan et Iseult získala prestižní Grand Prix du Disque udělovanou francouzskou Akademií Charlese Crose. Vánoční album A Mediterranean Christmas označil recenzent Boston Globe Richard Dyer za jedno z deseti nejlepších alb roku 2005. V roce 1990 založil soubor Camerata Mediterranea, s nímž nahrál například Le Fou sur le Pont Bernarta de Ventadorn.
Při vyhledávání repertoáru se soustředí na středověkou americkou a jihoevropskou hudbu, často spolupracuje s blízkovýchodními umělci. Za svou uměleckou činnost byl vyznamenán řadou ocenění ve Spojených státech i v Evropě, ve Francii byl vyznamenán Řádem umění a literatury druhého stupně (Officier).